# Бражкин, Вадим Вениаминович
Вади́м Вениами́нович Бра́жкин (род. 24 октября 1961, Златоуст) — российский физик, академик РАН (с 2016 года), доктор физико-математических наук. Директор ИФВД РАН. Специалист в области физики фазовых переходов, физики высоких давлений и физики неупорядоченных сред, физики конденсированного состояния. Автор около 500 научных публикаций, имеет более 10000 цитирований своих работ. Индекс Хирша — 43 (WOS), 53(Google scholar), 44 (Scopus).

## Биография
Вадим Вениаминович Бражкин родился 24 октября 1961 года в городе Златоуст, в 1978 году поступил на факультет проблем физики и энергетики МФТИ. После окончания факультета поступил в аспирантуру МФТИ. В 1987 году защитил кандидатскую диссертацию, после чего начал работу в Институте физики высоких давлений АН СССР. В 1996 году защитил докторскую диссертацию. С 1993 года занимал должность заместителя директора Института физики высоких давлений РАН. С 2016 года — директор Института физики высоких давлений РАН.
В 2011 году избран членом-корреспондентом РАН.
В 2016 году избран академиком РАН, лауреат премии РАН им. А. Г. Столетова (2017), лауреат Народной премии "Светлое прошлое"(2019).
5 февраля 2024 года награждён медалью ордена «За заслуги перед Отечеством» II степени за большой вклад в развитие отечественной науки, многолетнюю плодотворную деятельность и в связи с 300-летием со дня основания Российской академии наук<.
В. В. Бражкиным обнаружено и изучено новое явление — фазовые превращения в расплавах элементарных веществ и простых соединений под давлением. Установлено, что превращения сопровождаются резкими изменениями структуры и свойств жидкости, в ряде веществ реализуются переходы диэлектрик-металл. Под руководством В. В. Бражкина также выполнена серия основополагающих работ по исследованию резких и размытых структурных превращений в стеклах и аморфных твердых телах. Впервые обнаружена логарифмическая кинетика таких превращений. Для ряда нестеклообразующих молекулярных соединений (AsS, P4Se3, P4S3) путем закалки из расплава при высоких давлениях впервые получены стекла.
При исследовании явления твердофазной аморфизации кристаллов под давлением В. В. Бражкин впервые получил объемные фазы аморфных тетраэдрических полупроводников. Экспериментально установлено, что причиной твердофазной аморфизации является уменьшение модулей сдвига соответствующих кристаллических решеток.
В. В. Бражкиным выполнен большой цикл работ по изучению влияния высокого давления на вязкость жидкостей. Установлено, что вязкость многих жидких оксидов и халькогенидов, испытывающих фазовые превращения, резко падает при сжатии на несколько порядков величины.
	В.В. Бражкиным было показано, что большинство молекулярных соединений на основе легких элементов являются термодинамически метастабильными фазами. При высоких давлениях эти вещества испытывают необратимые превращения в полимеризованные состояния.
	Исследования превращений в жидкостях и стеклах, проводимые В.В. Бражкиным начиная с 1986 г., фактически привели к созданию нового направления в физике конденсированного состояния. В.В. Бражкин был сопредседателем первого крупного международного совещания (2001 г.), посвященного фазовым превращениям в неупорядоченных средах. 
http://www.hppi.troitsk.ru/meetings/Nato/nato.htm
	В последние годы область исследований В.В. Бражкина сместилась в сторону изучения структуры и динамики сверхкритических флюидов. В.В. Бражкиным с коллегами получены яркие результаты по теоретическому и экспериментальному исследованию флюидов.  Установлено, что аналог линии жидкость-газ, с точки зрения спектра возбуждений во флюидах, существует при сколь угодно высоких давлениях. Данные результаты показали необходимость существенного пересмотра «классического» взгляда на природу жидкого состояния.
Является членом Клуба «1 Июля».

## Избранные публикации
- В.В. Бражкин, И.В. Данилов, О.Б. Циок, «Тайны воды и других аномальных жидкостей: “медленный” звук, релаксирующие сжимаемость и теплоемкость (Миниобзор)», Письма в ЖЭТФ, 117, вып. 11, с. 840-856, 2023.  DOI: 10.31857/S1234567823110071
- В.В. Бражкин, «“Квантовые значения” экстремумов “классических” макроскопических величин», УФН, 193, № 11, 1227, 2023. DOI:10.3367/UFNr.2022.11.039261
- «New Kinds of Phase Transitions: Transformations in Disoredered Substances», Eds: V.V. Brazhkin, S.V. Buldyrev, V.N. Ryzhov, H.E. Stanley, NATO Science Series II: Mathematics, Physics and Chemistry — Vol. 81, Kluver Academic Publishers, Netherlands, 2002..
- В. В. Бражкин, Р. Н. Волошин, С. В. Попова, "Переход полупроводник-металл в жидком Se», Письма в ЖЭТФ, 50, 392-395, 1989.
- Brazhkin, A.G. Lyapin, S.V. Popova, R.N. Voloshin, «Non-equilibrium phase transitions and amorphization in Si, Si/GaAs, Ge and Ge/GaAs», Phys. Rev. B, №, N 12, 7549-7565, 1995.
- E.L. Gromnitskaya, O.V. Stal’gorova, V.V. Brazhkin, and A.G. Lyapin, “Ultrasonic study of the nonequilibrium pressure-temperature diagram of H2O ice”, Phys. Rev. B 64, 94205-94220, 2001.
- V.V. Brazhkin, A.G. Lyapin, R.J. Hemley, Harder than diamond: dreams and reality”, Phil. Mag A, 82: (2) 231-253, 2002.
- V.V. Brazhkin and A.G. Lyapin, “Metastable High-Pressure Phases of Low-Z Compounds: Creation of a New Chemistry or a Prompt for Old Principles?”, Nature Materials, 3, 497-500, 2004.
- В.В. Бражкин, «Метастабильные фазы, фазовые превращения и фазовые диаграммы в физике и химии», УФН, 176, № 7, 745-750, 2006.
- V.V. Brazhkin, “High pressure synthesized materials: treasure and hints”, High Pressure Research, 27, No 3, 333-351, 2007.
- V.V. Brazhkin, Y. Katayama, M.V. Kondrin et al., AsS melt under pressure: one substance, three liquids, Phys. Rev. Lett 100 145701 (2008)
- V.V. Brazhkin, M. Kanzaki, Ken-ichi Funakoshi, and Y. Katayama, “Viscosity Behavior Spanning Four Orders of Magnitude in As-S Melts under High Pressure”, Phys. Rev. Lett, 102, 115901, 2009.
- В.В. Бражкин, «Межчастичное взаимодействие в конденсированных средах: элементы “более равные, чем другие”», УФН, 179, № 4, 393-401, 2009.
- V.V. Brazhkin, I. Farnan, K. Funakoshi, M. Kanzaki, Y. Katayama, A.G. Lyapin and H. Saitoh, “Structural transformations and anomalous viscosity in the B2O3 melt under high pressure”, Phys. Rev. Lett 105, 115701, 2010.
- В.В. Бражкин и др. «Где находится область сверхкритического флюида на фазовой диаграмме?» УФН 182(11) 1137-1156 (2012)
- V. V. Brazhkin and Kostya Trachenko “What separates a liquid from a gas?”
- M. V. Kondrin, N. A. Nikolaev,  K. N. Boldyrev, Y. M. Shulga, I. P. Zibrov  and V. V. Brazhkin, “Bulk graphanes synthesized from benzene and pyridine” CrystEngComm, 19, 958(2017)
- В.В. Бражкин, «Могут ли стеклообразующие жидкости быть “простыми”?», УФН, 189, No 6, 666-672, 2019.
- K. Trachenko, V.V. Brazhkin, “Minimal quantum viscosity from fundamental physics constant”, Science Advances, 6, eaba3747, 2020.
- K. Trachenko, B.Monserrat, C.J. Pickard, V.V. Brazhkin, “Speed of sound from fundamental physical constsnts”, Science Advances, 6, eabc8662, 2020.
- В.В. Бражкин, «Ультратвердые наноматериалы: мифы и реальность», УФН, 190, No 6, 561-584, 2020.
- В.В. Бражкин « Почему статистическая механика «работает» в конденсированных средах?» УФН, 191 No 10(2021) 1107